# Vierlinden
Vierlinden ist eine Gemeinde im Landkreis Märkisch-Oderland in Brandenburg. Sie wird vom Amt Seelow-Land verwaltet.

## Geografie

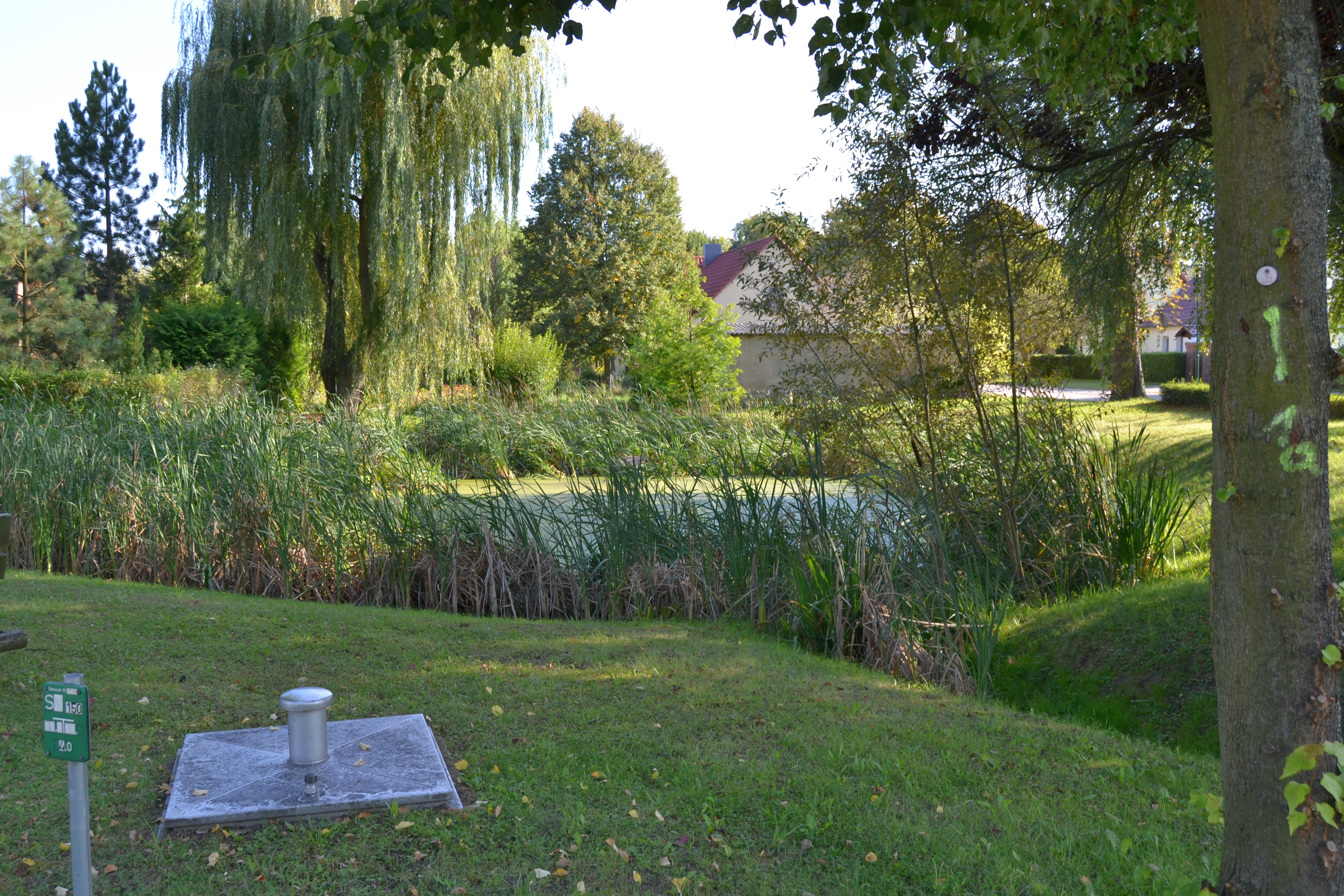
Dorfteich von Neuentempel

Vierlinden liegt 60 km östlich von Berlin. Nordwestlich der Gemeinde erstreckt sich mit seinen Seen und Waldgebieten der Naturpark Märkische Schweiz, östlich und südlich legen die Seelower Höhen und das Oderbruch. Um die Ortsteile Diedersdorf, Neuentempel und Worin liegen einige Seen. Der Wermellinsee und der Weinbergssee sind beliebte Ausflugsziele.

## Gemeindegliederung
Für die Gemeinde Vierlinden sind sieben Ortsteile ausgewiesen:
- Alt Rosenthal mit den Gemeindeteilen Alt Rosenthal und Vorwerk
- Diedersdorf mit den Gemeindeteilen Diedersdorf und Waldsiedlung
- Friedersdorf mit den Gemeindeteilen Friedersdorf und Ludwigslust
- Görlsdorf mit den Gemeindeteilen Görlsdorf und Hufen
- Marxdorf
- Neuentempel mit den Gemeindeteilen Neuentempel und Hedwigshof
- Worin

## Geschichte
Diedersdorf, Friedersdorf, Marxdorf und Worin gehörten seit 1817 zum Kreis Lebus in der Provinz Brandenburg und ab 1952 zum Kreis Seelow im DDR-Bezirk Frankfurt (Oder). Seit 1993 liegen die Orte im brandenburgischen Landkreis Märkisch-Oderland.
Die Gemeinde Vierlinden entstand am 26. Oktober 2003 aus dem freiwilligen Zusammenschluss der bis dahin selbständigen Gemeinden Diedersdorf, Friedersdorf, Marxdorf und Worin.
Die erste urkundliche Erwähnung von Hedwigshof stammt von 1889. Der Name leitet sich vom Vornamen einer Angehörigen des Besitzers ab. Hedwigshof besteht aus 15 Häusern, in denen 15 Personen ihren festen Wohnsitz haben. Weiterhin wohnen in dem Ort einige Wochenendausflügler. In der Nähe liegen Großer und Kleiner Raaksee, beide werden als Badeseen genutzt.

## Bevölkerungsentwicklung
| Jahr | Einwohner |
| ---- | --------- |
| 2003 | 1 627     |
| 2005 | 1 621     |
| 2010 | 1 518     |
| 2015 | 1 581     |
| 2020 | 1 431     |

| Jahr | Einwohner |
| ---- | --------- |
| 2021 | 1 500     |
| 2022 | 1 471     |
| 2023 | 1 468     |
| 2024 | 1 442     |

Gebietsstand des jeweiligen Jahres, Einwohnerzahl:, ab 2011 auf Basis des Zensus 2011, ab 2022 auf Basis des Zensus 2022

## Politik

### Gemeindevertretung
Die Gemeindevertretung von Vierlinden besteht entsprechend der Einwohnerzahl der Gemeinde seit 2024 aus 12 Gemeindevertretern und dem ehrenamtlichen Bürgermeister. Die Kommunalwahl am 9. Juni 2024 führte bei einer Wahlbeteiligung von 74,1 % zu folgendem Ergebnis:
| Partei / Wählergruppe                   | Stimmenanteil 2019 | Sitze 2019 |        | Stimmenanteil 2024 | Sitze 2024 |
| --------------------------------------- | ------------------ | ---------- | ------ | ------------------ | ---------- |
| AfD                                     | –                  | –          | 15,4 % | 2                  |            |
| CDU                                     | 09,4 %             | 1          | 12,3 % | 1                  |            |
| Bürgerliste Marxdorf                    | 17,5 %             | 2          | 12,1 % | 1                  |            |
| Wählergruppe Görlsdorf                  | 12,8 %             | 1          | 10,3 % | 1                  |            |
| Einzelbewerberin Katja Höhne            | –                  | –          | 09,8 % | 1                  |            |
| Wählergruppe Worin                      | –                  | –          | 09,5 % | 1                  |            |
| Wählergruppe Neuentempel                | 08,0 %             | 1          | 09,4 % | 1                  |            |
| Wählergruppe Heimatverein Alt Rosenthal | 05,2 %             | 1          | 05,0 % | 1                  |            |
| Einzelbewerber Christian Baumann        | –                  | –          | 04,7 % | 1                  |            |
| Einzelbewerber Dietmar Metzler          | –                  | –          | 04,5 % | 1                  |            |
| Einzelbewerber Martin Roland            | –                  | –          | 04,3 % | 1                  |            |
| Wählergruppe Diedersdorf                | 14,3 %             | 1          | –      | –                  |            |
| Wählergruppe Friedersdorf               | 14,1 %             | 1          | –      | –                  |            |
| Einzelbewerber Dieter Felsmann          | 13,6 %             | 1          | –      | –                  |            |
| Einzelbewerberin Sieglinde Käding       | 05,0 %             | 1          | –      | –                  |            |
| Insgesamt                               | 100 %              | 10         | 100 %  | 12                 |            |

### Bürgermeister
- 2003–2017: Dirk Ilgenstein[10]
- seit 2017: Constantin Schütze[11]

Schütze wurde in der Bürgermeisterwahl am 26. Mai 2019 ohne Gegenkandidat mit 87,0 % der gültigen Stimmen wiedergewählt. Am 9. Juni 2024 wurde er wiederum ohne Gegenkandidat mit 82,4 % der gültigen Stimmen in seinem Amt bestätigt. Seine Amtszeit beträgt fünf Jahre.

### Wappen
Die Gemeinde führt weder Wappen noch Flagge.

## Sehenswürdigkeiten

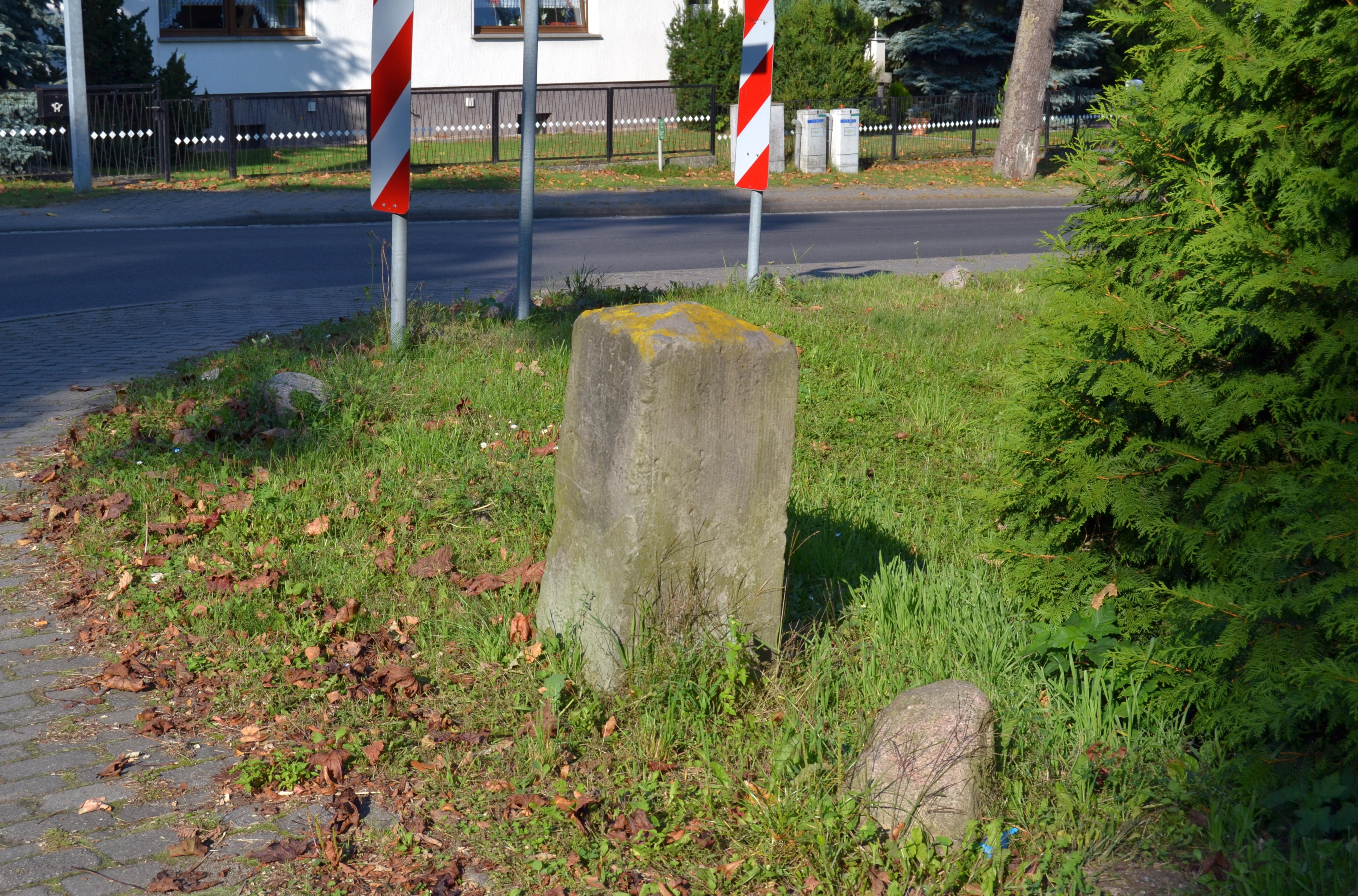
Alter Wegweiserstein von Diedersdorf nach Neuentempel

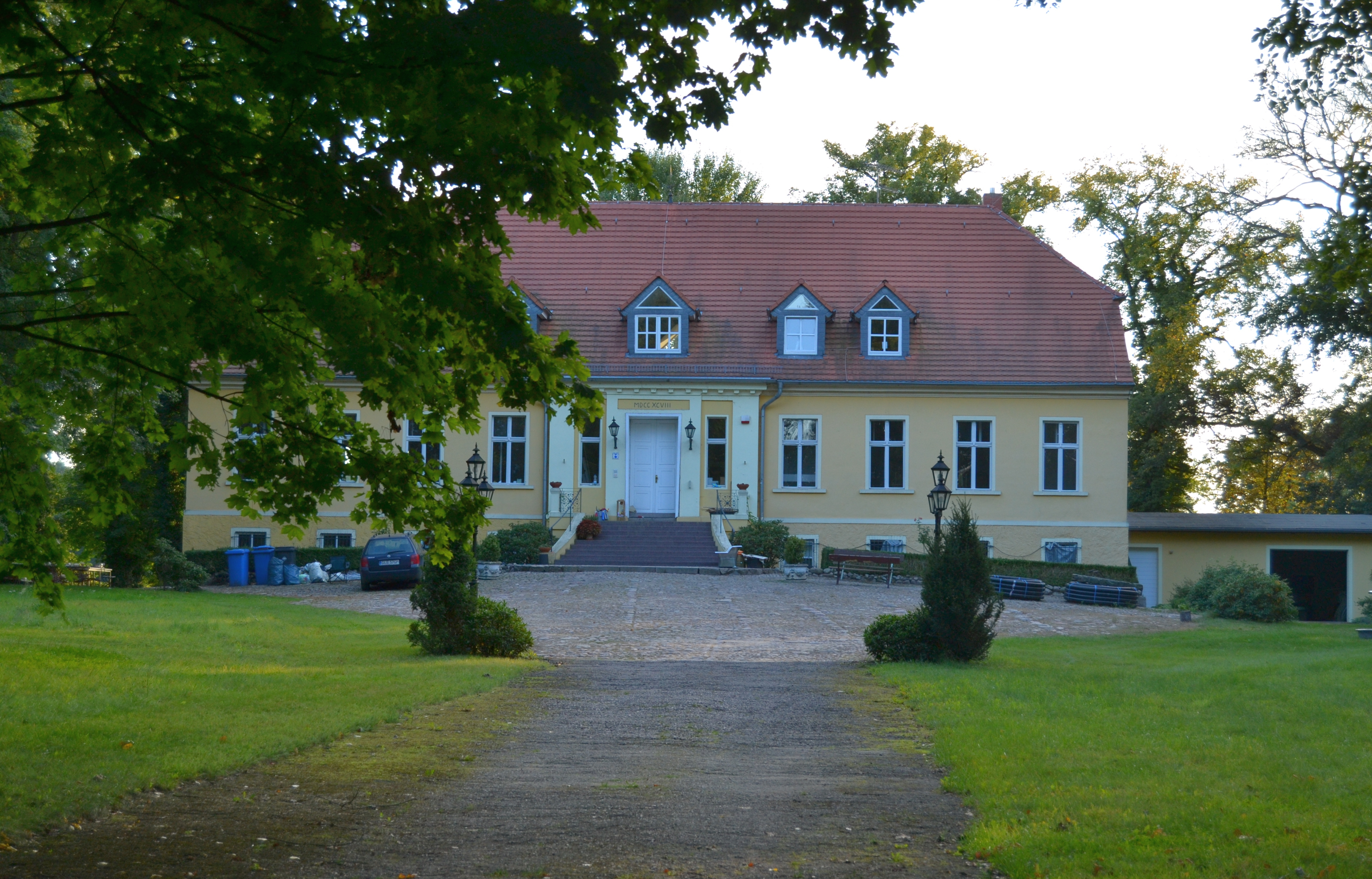
Gutshaus Worin

In der Liste der Baudenkmale in Vierlinden stehen die in der Denkmalliste des Landes Brandenburg eingetragenen Baudenkmale.
- Die Dorfkirche Worin ist eine Feldsteinkirche aus dem 15. Jahrhundert. Im Innenraum steht unter anderem ein Kanzelaltar aus der Mitte des 19. Jahrhunderts, der im Dehio-Handbuch als „schlicht“ bezeichnet wird.

## Verkehr
Durch die Gemeinde verläuft die Bundesstraße 1 von Berlin nach Küstrin.
Der Haltepunkt Alt Rosenthal wird von der Regionalbahnlinie RB 26 Berlin-Ostkreuz–Kostrzyn bedient.

## Persönlichkeiten
- Martin Stade (1931–2018), Schriftsteller, wohnte in Alt Rosenthal
- Ulrich Plenzdorf (1934–2007), Schriftsteller, bewohnte bis zu seinem Tod während eines Teils des Jahres ein Landhaus in Alt Rosenthal-Vorwerk
- Klaus Schlesinger (1937–2001), Schriftsteller, hatte in Alt-Rosenthal gemeinsam mit seiner damaligen Frau Bettina Wegner ein Haus
- Bettina Wegner (* 1947), Liedermacherin, lebte in Alt-Rosenthal
- Klaus-Dieter Felsmann (* 1951), Filmpublizist, lebt in Worin
- Hans-Georg von der Marwitz (* 1961), Gemeindevertreter, Mitglied des Bundestages (CDU), lebt in Friedersdorf